# ケイホ薬品 (長崎県)
ケイホ薬品株式会社 （ケイホやくひん）は、医薬品・一般用医薬品の卸売を中心とする日本の企業であった。現在はスズケングループの一社「翔薬」である。三共系医薬品卸業者。医薬品の卸売手。

## 概要
- 本社は 長崎県長崎市本籠町
- 代表取締役社長　山下豊
- 資本金 1,500万円

## 沿革
- 1935年（昭和10年）3月 - 西脇進が「合資会社西脇金星堂」設立
- 1946年（昭和21年）5月 - 鍛冶屋町に営業所を移転
- 1948年（昭和23年）6月 - ｢長崎営業所」（長崎市本篭町58）開設
- 1962年（昭和37年）10月 - 「佐世保出張所」（長崎県佐世保市浜田町2-6）開設
- 1964年（昭和39年）3月 - 三共から出資を受け「ケイホ薬品株式会社」設立
- 1965年（昭和40年）1月 - 「諫早出張所」（長崎県諫早市泉町102）開設
- 1965年（昭和40年）5月 - 「五島出張所」（長崎県福江町東町6-96）開設
- 1967年（昭和42年）5月 - 「佐世保出張所」を長崎県佐世保市天満町2-18に新築移転
- 1968年（昭和43年）3月 - 「佐世保出張所」を支店に昇格
- 1972年（昭和47年）9月 - 「諫早出張所」を支店に昇格
- 1980年（昭和55年）5月 - 「大黒南海堂」に営業を譲渡

## 大株主
- 三共
- 中外製薬
- 山之内製薬
- 万有製薬
- エーザイ

## 主な取引メーカー
- 三共
- 中外製薬
- 万有製薬